# Kranker Mann
Mit dem Schlagwort Kranker Mann wird oder wurde im politischen Sprachgebrauch ein mit inneren Problemen beladener Staat bezeichnet, zu dessen „Heilung“ angeblich dringend Reformen notwendig seien. In der Geschichte diente dies oft anderen Staaten oder politischen Interessengruppen als Vorwand, einem solchen Staat heilsame Reformen aufzuzwingen.

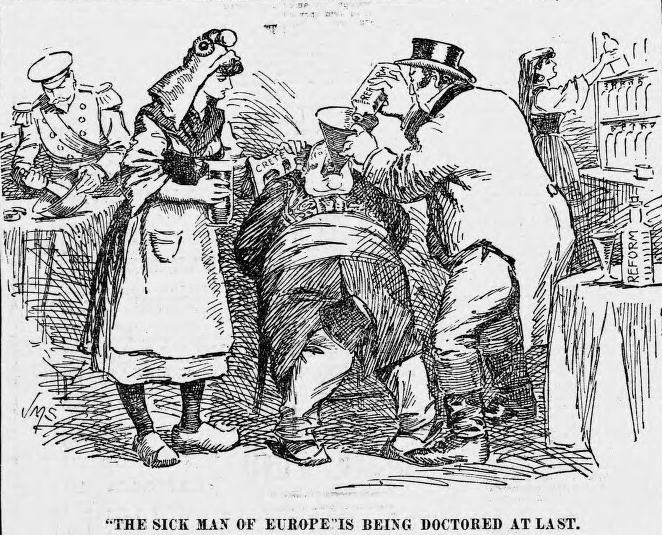
Zwangsheilung eines „Kranken Manns“: Marianne, John Bull und der Zar behandeln 1898 das osmanische Kreta.

## Symbolismus
Der Symbolismus des Kranken Mannes impliziert unter anderem, dass der „Patient“ aufgrund der „inneren Krankheit“ handlungsunfähig ist, metaphorisch bettlägerig. Der Patient bedürfe der richtigen Pflege oder Medizin, die üblicherweise durch den politischen Kommentar ebenfalls mitgeliefert wird, in Form der sprichwörtlichen „bitteren Pille“. Der Symbolismus des Kranken Mannes erstreckt sich jedoch auch auf seine Umgebung, die Staatengemeinschaft, die sich wie eine Familie um die Zukunft des „Patienten“ sorgt: Dieser steht mit seiner Krankheit im Mittelpunkt allen Interesses, während die übrigen Staaten implizit „gesund“ sind.
Suggestiv schwingt bei dem aus dem 19. Jahrhundert stammenden Symbolismus auch mit, dass der „Kranke Mann“ vor seiner Erkrankung bereits ein stattliches Erbe aufgebaut hat, welches es bei einem tödlichen Krankheitsverlauf unter seinen Erben aufzuteilen gilt. Von besonderen Interesse für die Staatengemeinschaft im Zeitalter des Kolonialismus waren entsprechend die Territorien von schwächelnden Großmächten. Siehe auch: The Great Game

## Verwendungen

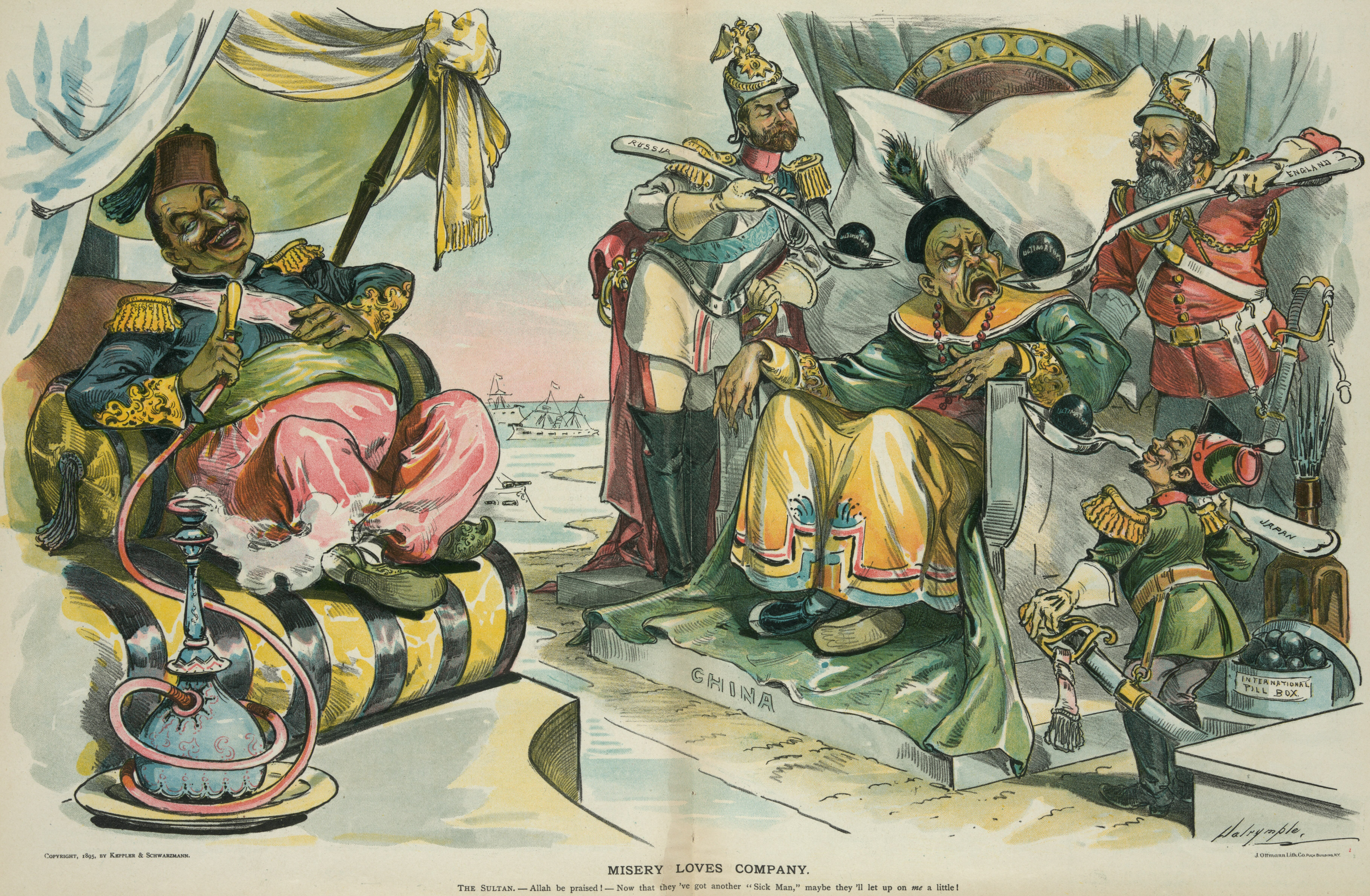
Puck-Karikatur: „Allah sei Dank - jetzt wo sie einen anderen »Kranken Mann« haben, piesacken sie mich vielleicht nicht mehr so.“

Der Begriff des Kranken Mannes wurde im späten 19. Jahrhundert geprägt, als zwei historische Großmächte über Jahrzehnte hinweg politische und militärische Schwächen aufwiesen:
- Kranker Mann am Bosporus („Sick man of Europe“) seit der Orientkrise für das Osmanische Reich
- Kranker Mann Asiens („Sick man of Asia“) für das Chinesische Kaiserreich bzw. die folgende Republik China[1]

In jüngerer Zeit wurden diese Rollen je nach politischer Weltanschauung neu besetzt, wobei ein zunehmendes Augenmerk auf wirtschaftliche Belange geworfen wurde und die notorischen Schwächen auch subjektiver Natur sind. Der Begriff Kranker Mann (einer Region) wird mittlerweile in der Wirtschaftspolitik dafür verwendet, um „Reformstau“ bei den wirtschaftlich am schlechtesten aufgestellten Staaten der betreffenden Region aufzuzeigen.

### Kranker Mann Europas
Nach dem Fall des Osmanischen Reichs war „Sick man of Europe“ ein unbesetzter Spitzname im angelsächsischen Sprachraum, der in den späten 1960ern und bis Mitte der 1970er Jahre auf Großbritannien aufgrund seiner schwächelnden Volkswirtschaft und dem zuvorigen Verlust der Weltmachtstellung angewandt wurde. Nach der wirtschaftlichen Erholung Großbritanniens wurde der Begriff später auch auf das schwächelnde EG-Mitglied Griechenland angewendet, 1992 sogar von dem einflussreichen französischen Europapolitiker Jacques Delors.
Da die deutsche Übersetzung des Originals sich speziell auf den Bosporus bezog, fand das Schlagwort des „Kranken Manns“ lange Zeit praktisch keine Anwendung im deutschen Sprachraum. Populär wurde der Begriff „Kranker Mann Europas“ erst mit der Etablierung durch den Wirtschaftsprofessor Hans Werner Sinn, der in seinem Titel Ist Deutschland noch zu retten? die Rolle des „Kranken Mannes“ Deutschland zuwies. In der Folge fanden mit der Agenda 2010 wirtschaftliche und sozialstaatliche Reformen statt, die gemäß Sinns Metaphorik eine „Gesundung“ der „kranken“ Volkswirtschaft bewirkten. Seither wurde anderen Staaten der EU diese Rolle zugeschrieben, darunter insbesondere Frankreich, Italien und Griechenland, je nach politischer Lage aber auch etwa Belgien, Finnland oder Portugal.
Seit Beginn der Rezession im Jahr 2023 wird Deutschland wieder von verschiedenen Quellen als Kranker Mann Europas diskutiert. Wesentliche Aspekt der Probleme in Deutschland sind nach Auffassung des Economists vor allem Probleme, die auf Selbstgefälligkeit, fiskaler Kurzsicht und ausufernder Bürokratie zurückzuführen sind. Es werde zu wenig in Infrastruktur und Digitalisierung investiert. Deutschland sei stark von Exporten nach China abhängig, doch es kommt zu einer zunehmenden Entkopplung von den Weltmärkten aus politischen Gründen. Die Energiewende verlaufe schleppend und es fehlen dringend benötigte Fachkräfte. Eine Reform wie die Agenda 2010 wird als notwendig erachtet, doch die Ampelkoalition fehle es an Einsicht und Mut.

### Weitere Anwendungen
Auch analoge Begriffe wie Kranker Mann Afrikas wurden für unterschiedliche Staaten (zum Beispiel für die DR Kongo) konstruiert.
Seit etwa 2014 kursiert auf den Philippinen die Behauptung, das Land sei bis vor kurzem der „Kranke Mann Asiens“ gewesen. Grundlage sind Skandale, eine nur unbedeutende Veränderung bei der Ungleichverteilung im Land trotz solide wachsender Wirtschaft, oder auch Politikverdrossenheit und Bildungskrisen. Während verantwortliche Politiker immer wieder betonen, die Zuschreibung als „Kranker Mann“ sei nicht länger zutreffend, gibt es auch Kritik daran, dass diese Zuschreibung gerne aufgegriffen werde, um vergangene Legislaturperioden schlechtzurechnen und so die eigene Leistung hervorzuheben.
Ebenfalls auf rein wirtschaftlicher Basis wurden auch bereits wahlweise die EU, die USA, Russland oder China als Kranker Mann der Weltwirtschaft bezeichnet; damit wird zugleich die Bedeutung des entsprechenden Staates für die Weltwirtschaft betont wie auch die Diagnose von dortigen wirtschaftlichen Fehlentwicklungen gestellt, die zu korrigieren seien.